# Campionati del mondo di ciclismo su strada 1981 - Gara in linea maschile Professionisti
La gara in linea maschile Professionisti dei Campionati del mondo di ciclismo su strada 1981 si svolse il 30 agosto 1981 a Praga, in Cecoslovacchia, su un percorso di 281,4 km. Fu vinta in volata dal belga Freddy Maertens, con il tempo di 7h21'59", davanti all'italiano Giuseppe Saronni e al francese Bernard Hinault.

## Resoconto degli eventi
Dopo il duro circuito dell'edizione del 1980, a Praga si corse su un percorso adatto ai velocisti. Capitano designato della compagine italiana era Giuseppe Saronni, che all'ultimo chilometro sembrava essere nella posizione perfetta per disputare lo sprint lanciato dai compagni di squadra. Gianbattista Baronchelli, che stava tirando, si spostò troppo presto lasciando il capitano allo scoperto; il belga Freddy Maertens riuscì così a sorpassare il velocista italiano - esausto dopo una volata troppo lunga - e a batterlo, vincendo il suo secondo titolo mondiale. Su centododici partenti, sessantanove conclusero la prova.
In merito allo svolgimento della volata, alcuni ipotizzarono che Baronchelli si fosse spostato, manifestando stizza, perché accortosi solo in quel momento di star lavorando per Saronni e non per Francesco Moser, con cui in precedenza si sarebbe accordato. Anni dopo, lo stesso Baronchelli ha però spiegato che non si trattò di un gesto di slealtà ma che in quel momento la sua sorpresa e la sua stizza (nel vedere Saronni e non Moser) furono dovute al fatto che, terminato il suo turno nel "treno azzurro", sarebbe toccato proprio a Moser prendere il suo posto come "ultimo uomo" e pilotare Saronni nel rettilineo finale. Per contro, Moser ammise il suo mancato appoggio così come era stato pianificato ma giustificandolo con un improvviso salto di catena avvenuto proprio in quei metri conclusivi.
Nell'ottobre 1993 la rivista Bicisport pubblicò un'inchiesta dal titolo «Un azzurro ha tradito Martini», in cui Maertens, intervistato dal giornalista Marco Filacchione, rivelava che un corridore italiano gli aveva "venduto" la tattica della squadra azzurra. Sul numero del successivo dicembre della stessa rivista, Palmiro Masciarelli, all'epoca nelle file dei gregari di Moser alla Famcucine-Campagnolo, respinse le accuse del campione belga sul suo presunto coinvolgimento nell'affaire. Gian Carlo Iannella, insoddisfatto della versione secondo cui ci fosse un unico responsabile della sconfitta della nazionale italiana, fece notare inoltre come un promettente tentativo di fuga nell'ultimo giro dello stesso Baronchelli insieme allo scalatore scozzese Robert Millar (meno abile di lui in volata) fu neutralizzato non da altre squadre (come sarebbe stato più logico) ma proprio da una coppia di azzurri; e che Saronni avrebbe vinto il mondiale se gli altri due italiani che si piazzarono nei primi dieci dell'ordine d'arrivo, disputando quindi il loro personale sprint, si fossero messi invece a sua disposizione. Lo studioso di sceneggiatura Raffaele Chiarulli ha definito la gara del mondiale di Praga «un Rashomon a pedali», perché «come nel capolavoro di Akira Kurosawa, ognuno racconta una versione diversa della stessa vicenda».

## Squadre partecipanti
| N.    | Cod. | Squadra        |
| ----- | ---- | -------------- |
| 1-3   | AUS  | Australia      |
| 4-5   | AUT  | Austria        |
| 6-17  | BEL  | Belgio         |
| 18    | CAN  | Canada         |
| 19-21 | DEN  | Danimarca      |
| 22-34 | FRA  | Francia        |
| 35-44 | RFT  | Germania Ovest |
| 45-48 | GBR  | Gran Bretagna  |
| 49-50 | IRL  | Irlanda        |

| N.      | Cod. | Squadra       |
| ------- | ---- | ------------- |
| 51-62   | ITA  | Italia        |
| 63-64   | LUX  | Lussemburgo   |
| 65-76   | NLD  | Paesi Bassi   |
| 77      | NZL  | Nuova Zelanda |
| 78-81   | NOR  | Norvegia      |
| 82-93   | ESP  | Spagna        |
| 94-96   | SWE  | Svezia        |
| 97-108  | SUI  | Svizzera      |
| 109-112 | USA  | Stati Uniti   |

## Ordine d'arrivo (Top 10)
| Pos. | Corridore               | Squadra  | Tempo    |
| ---- | ----------------------- | -------- | -------- |
| 1    | Freddy Maertens         | Belgio   | 7h21'59" |
| 2    | Giuseppe Saronni        | Italia   | s.t.     |
| 3    | Bernard Hinault         | Francia  | s.t.     |
| 4    | Gilbert Duclos-Lassalle | Francia  | s.t.     |
| 5    | Guido Van Calster       | Belgio   | s.t.     |
| 6    | Francesco Moser         | Italia   | s.t.     |
| 7    | Fons De Wolf            | Belgio   | s.t.     |
| 8    | Stefan Mutter           | Svizzera | s.t.     |
| 9    | Bruno Wolfer            | Svizzera | s.t.     |
| 10   | Pierino Gavazzi         | Italia   | s.t.     |